# Стадион Чаир
Стадион Чаир је стадион са више намена у Нишу, Србија. Тренутно се користи највише за фудбалске мечеве и он је домаћи терен Радничког.
Стадион се налази непосредно поред Парка Чаир.
Стадион је изграђен 1963. године, а након реконструкције 2011—2013. у којој су изграђене три нове трибине (југ, исток и север) капацитет стадиона је 18.151 седећих места. Раније је стадион имао капацитет од 14.000 појединачних седишта или 20.000 стојећих, али је капацитет последњих година био знатно смањен с обзиром да источна и северна трибина нису биле у функцији због безбедности. Стадион је део Спортског комплекса Чаир.

## Историја
Стадион је изграђен и пуштен у рад 1963. године, а управљање овим објектом од 1969. је преузео ФК Раднички Ниш. Од 1995. због дотрајалости и опасности од урушавања била је забрањена употреба источне и северне трибине, а 2008. је и део јужне трибине изгубио употребну дозволу. Године 2006. је постављено 3.000 столица на западној трибини.

### Реконструкција
У марту 2011. године је почела реконструкција стадиона Чаир, када су прво срушене источна, јужна и северна трибина, а 5. августа 2011. је почела изградња три потпуно нове трибине, док ће западна бити само реконструисана, осим у случају да се нађе партнер који би финансирао изградњу нове. Рок за завршетак радова је 270 дана, а стадион ће након реконструкције имати капацитет од 18.151 седећих места за гледаоце, ВИП ложе са 120 места као и ложу за медије са 50 места. Влада Републике Србије и град Ниш су за ову реконструкцију одвојили скоро милијарду динара, кроз кредитни аранжман преко фонда за развој.
Прву утакмицу на реновираном Чаиру, мада са још незавршеном источном трибином, Раднички је одиграо 15. септембра 2012. против Смедерева у Суперлиги Србије, а победио је са 1 : 0 голом Душана Коларевића.
Дана 2. новембра 2018. одлучено је да се финале Купа Србије 2018/19. одигра на овом стадиону 30. маја 2019. године.

## Утакмице репрезентације
Фудбалске репрезентације СФР Југославије и СР Југославије су на овом стадиону одиграле по једну утакмицу.
| #                           | Датум                       | Такмичење                   | Противник                   | Резултат                    | Гледалаца                   |                             |
| СФР Југославија (1945–1992) | СФР Југославија (1945–1992) | СФР Југославија (1945–1992) | СФР Југославија (1945–1992) | СФР Југославија (1945–1992) | СФР Југославија (1945–1992) | СФР Југославија (1945–1992) |
| --------------------------- | --------------------------- | --------------------------- | --------------------------- | --------------------------- | --------------------------- | --------------------------- |
| 1.                          | 1. април 1964.              | Пријатељска                 | Бугарска                    | 1 : 0                       | 10.000                      |                             |
| СР Југославија (1992–2003)  |                             |                             |                             |                             |                             |                             |
| 2.                          | 2. септембар 1998.          | Пријатељска                 | Швајцарска                  | 1 : 1                       | 16.000                      |                             |